# ترینلاین
ترینلاین (انگلیسی: Trainline) شرکت گردشگری بریتانیایی است، که در سال ۱۹۹۷ تأسیس شد.